# Briza
Briza es un género de plantas herbáceas anuales de la familia de las gramíneas o poáceas, nativas de las zonas templadas del hemisferio norte.
Se suelen denominar (hierbas de temblor) porque las panojas que llevan los frutos se mueven en sus tallos con la brisa más leve. Algunos de sus miembros se cultivan como plantas ornamentales.

## Descripción
Son plantas anuales. Hojas con vaina de márgenes libres; lígula membranosa; limbo plano. Inflorescencia en panícula laxa, con espiguillas pedunculadas; pedúnculos filiforme, más o menos flexuosos. Espiguillas comprimidas lateralmente, con de 4 a 20 flores hermafroditas, imbricadas; quilla glabra, desarticulándose en la madurez. Dos glumas subiguales, papiráceas, más cortas que las flores; la inferior con de 3 a 7 nervios; la superior con entre 3 y 9 nervios. Lema cortada en la base, con siete nervios, papirácea. Pálea elíptica, aproximadamente de dos tercios de la longitud de la lema, escariosa, con dos quillas marginales ciliadas. Androceo con tres estambres. Ovario glabro. Cariopsis más o menos obovada, glabra.

## Ecología
Las especies de Briza son utilizadas como fuente de alimentación por las larvas de algunas especies de lepidópteros, incluida Coleophora lixella.

## Taxonomía
El género fue descrito por Carlos Linneo y publicado en Species Plantarum 1: 70–71. 1753. La especie tipo es: Briza media L.
Citología

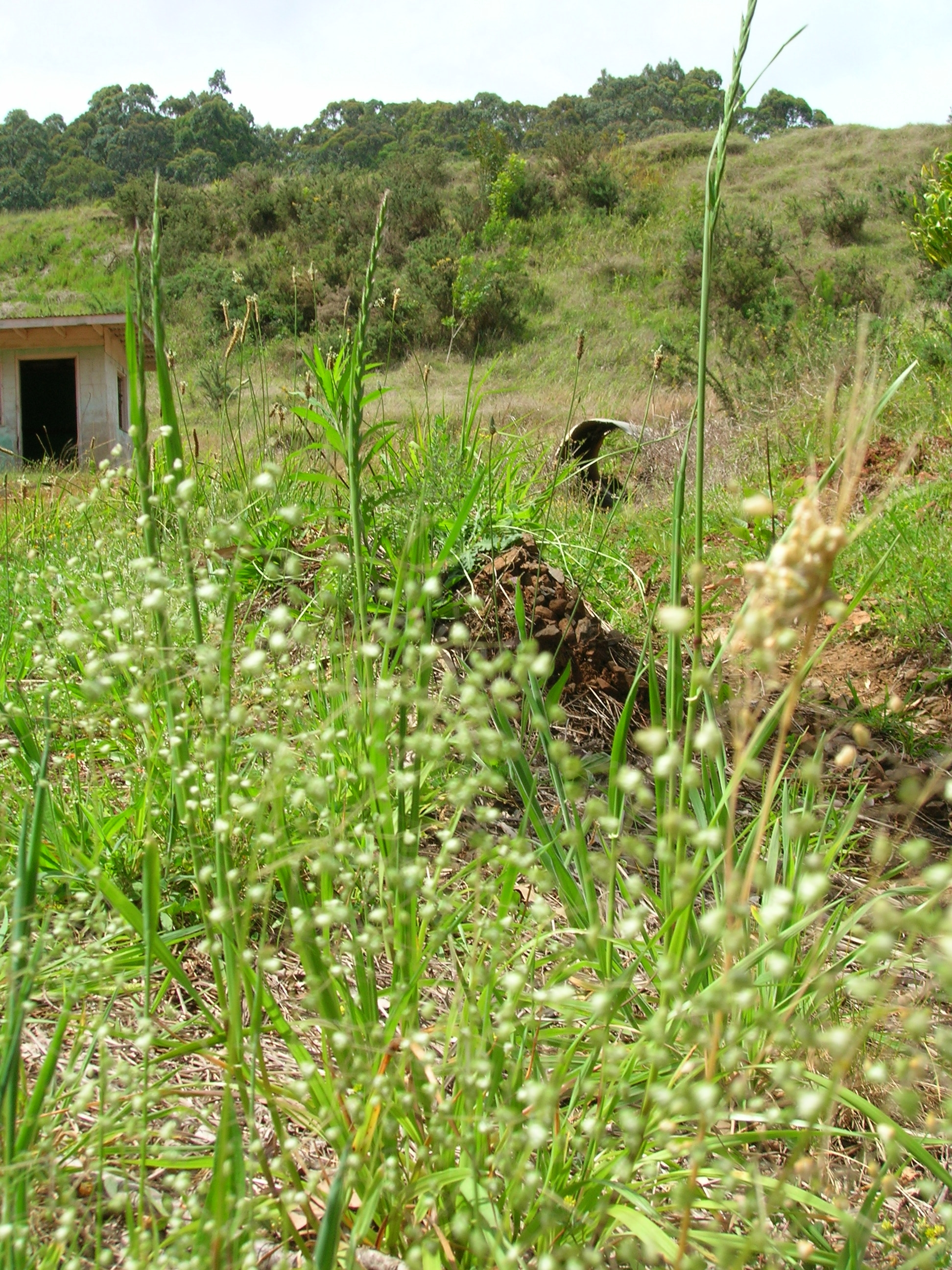
Briza minor.

El número cromosómico básico es x = 5 y 7, con números cromosómicos somáticos de 2n = 10, 14 y 28. Hay especies diploides y tetraploides. Los cromosomas son relativamente grandes. El contenido de ADN por núcleo haploide es de 5,2-10,8 pg (informado para 6 especies, con un promedio de 7,3). El contenido de ADN en las células somáticas es -en promedio- de 17,7 pg (3 especies, el rango de variación es de 14.6 a 21.6).
Etimología
El nombre del género deriva del griego brizo (sueño o asentimiento), refiriéndose a la cabeza de espigas. 

### Especies deBriza
El género incluye unas 12 especies: 
| - Briza bipinnata L. - Briza brizoides (Lam.) Kuntze - Briza erecta Lam. - Briza glomerata Kuntze - Briza humilis M.Bieb. - Briza lamarckiana Nees - Briza lindmanii Ekman | - Briza mandoniana (Griseb.) Henrard - Briza marcowiczii Woronow ex B.Fedtsch. - Briza maxima L. - Briza media L. - Briza minor L. - Briza rufa (J.Presl) Steud. - Briza subaristata Lam. - Briza uniolae Nees. ex Steud. |

## Importancia económica
Son significativas las especies de malezas, como B. maxima que es cultivada como planta ornamental.